# Byråsen (berg)
Byråsen är ett berg i Malungs distrikt i Malung-Sälens kommun i Dalarna i Sverige. Tätorten Malung ligger i dalen direkt öster om berget. På berget finns skidanläggningen Byråsen. Två vindkraftverk och en mast finns på berget. Vindkraftverken är 80 m höga och togs i bruk 2007, de har namnen Marika och Viola, det ena ägs av Dala Vind AB och det andra av Dala Vindkraft Ekonomisk förening. Kvarnstenar har brutits ur berget, dock inte i lika hög utsträckning som vid det närbelägna kvarnstensbrottet i Östra Utsjö.